# Pawiak
Pawiak var et fængsel i Warszawa i Polen. Det stod færdigt i 1835.
Under den tyske besættelse af Polen under 2. Verdenskrig blev fængslet en del af koncentrationslejren i Warszawa. I 1944 blev lejren og fængslet destrueret af tyskerne.

## Historie
Fængslet Pawiak var opkaldt efter gaden, det lå i: ulica Pawia (polsk: ”Påfuglegade”).
Fængslet blev bygget i årene 1829-35 efter planer af Fryderyk Florian Skarbek, der var fængselsreformator og gudfar til den polsk-franske komponist Frédéric Chopin.
Efter den polske Januaropstand fungerede fængslet som transitlejr for polakker, der af Det Russiske Kejserrige var blevet idømt deportering til Sibirien.
Da Polen havde opnået suverænitet i 1918, blev Pawiak-fængslet Warszawas hovedfængsel for mandlige kriminelle (kvinder sad fængslet i det nærliggende Gęsiówka-fængsel).
I kølvandet på Tysklands invasion af Polen i 1939 blev fængslet overtaget af Gestapo og siden gjort til en del af Warszawas koncentrationslejr. Mere end 100.000 mænd og 200.000 kvinder blev interneret i fængslet; de fleste af disse var medlemmer af den polske undergrundshær (Armia Krajowa), politiske fanger eller civilister, der var blevet arresteret under tyskernes razziaer. Det anslås, at 37.000 blev henrettet og 60.000 sendt til udryddelses- og koncentrationslejre. De præcise dødstal er ukendte, idet fængslets arkiver aldrig er blevet fundet.
Under ghettooprøret i Warszawa blev Pawiak-fængslet base for nazisternes modangreb. Nogle af de indsatte meldte sig under ledelse af Franz Bürkl til at deltage i jagten på jøderne.
Den 19. juli 1944 gjorde en ukrainsk vagt, Wachmeister Petrenko, og nogle af de indsatte et forsøg på at flygte. De fik hjælp udefra af modstandsfolk, der angreb fængslet, men forsøget mislykkedes, hvorpå Petrenko og mange andre begik selvmord. Modstandsfolkene blev udsat for et overraskelsesangreb og led hårde tab, så næsten ingen overlevede. Den følgende dag henrettede nazisterne over 380 af fængslets indsatte. Det er blevet hævdet, at hele flugtforsøget i virkeligheden var en provokation planlagt af Gestapo.
Den sidste fangetransport fandt sted den 30. juli 1944 umiddelbart før Warszawa-opstanden. 2.000 mænd og de tilbageværende 400 kvinder blev sendt til lejrene Gross-Rosen og Ravensbrück. Under opstanden blev fængslet erobret af polske oprørere, men senere generobret af de tyske styrker. Den 21. august blev et ukendt antal tilbageværende fanger skudt, hvorpå bygningerne blev brændt eller sprængt i luften af nazisterne.
Efter 2. Verdenskrig blev fængslet ikke genopbygget. Siden 1990 har kælderen, som overlevede ødelæggelsen, været indrettet til museum.
- Resterne af Pawiaks port (2008)
- Mindetræ foran ruinerne af Pawiak-fængslet